# Різновид мови
Всередині однієї мови нерідко виділяються різновиди, що функціонують в певних комунікативних ситуаціях, всередині певних соціальних груп або на певній частині території розповсюдження мови. Такі різновиди, як правило, виявляють особливості на різних рівнях мовної структури — лексичному, граматичному, фонетичному.

## Соціальні різновиди мови
До основних різновидів всередині мови належать, в ієрархічній послідовності:
- ідіолект — мова конкретного індивіда;
- «Еколект» — мова сім'ї (термін-неологізм, заснований на недавніх наукових дослідженнях);
- говір — мова невеликої і, як правило, територіально обмеженої частини носіїв цієї мови, виділяється всередині діалекту або наріччя (пор., наприклад, «Олонецький говір північноросійського наріччя», «річинський говір Керенського діалекту агульского мови» тощо);
- діалект — основна територіальна різновид мови (пор. «південна група російських діалектів», «північний діалект табасаранского мови» тощо), пор. також близький термін «патуа»; рідше застосовується і для позначення того чи іншого социолекта;
- наріччя — великий територіальний різновид мови, що об'єднує групу говірок або діалектів, об'єднаних рядом загальних рис, відмінних від інших нарічь цієї мови.

Нерідко використовується також «нейтральний» термін:
- ідіом — позначення різновиду мови у випадку, якщо її точний статус неважливий чи невідомий.

Загалом, відповідь на питання чи є два близьких ідіома діалектами або різними мовами? є в багатьох випадках далеко не однозначним; проблема відмінності мови від діалекту є однією з найважливіших проблем мовної систематики, а її значимість виходить далеко за межі лінгвістики.

## Статусно-функціональні різновиди мови
З точки зору особливостей функціонування мови у певному соціальному середовищі виділяються такі різновиди:
- койне — різновид мови, що використовується як засіб повсякденного спілкування людей, що говорять на різних регіональних або соціальних варіантах даної мови (наприклад, пізньовізантійського койне середньогрецький мови);
- літературну (стандартну) мову, або літературний стандарт — кодифікована, нормована різновид національної мови; в рамках літературної мови виділяють різні функціональні стилі (наприклад, художній, науковий, офіційно-діловий, публіцистичний), що обслуговують різні комунікативні потреби суспільства;
- просторіччя — мова неосвіченого і напівосвіченої міського населення, що не володіє літературними нормами;

соціолект — мова мовної спільноти, що визначається в соціальних термінах; див. також терміни арго, жаргон, сленг (наприклад, жуаль - соціолект Монреальського говірки Квебекського мовного варіанта Канадської різновиди французької мови; "комп'ютерний жаргон", "молодіжний сленг", "арго хіпі", "феня" і т. п.);
- етнолект, або регіональний варіант — регіональна різновид мови, що використовується певною етнічної групою.

Іноді виділяють і більш специфічні різновиди мови, наприклад, «мова для спілкування з дітьми», «мова для спілкування з іноземцями», «жіночий/чоловічий різновид мови» тощо.
Крім різновидів, що виділяються всередині конкретної мови, існують і різні типи самих мовами:
в залежності від умов функціонування:
- лінгва-франка — мова, яка використовується як засіб міжетнічного спілкування;
- контактна мова — допоміжна змішана мова з обмеженим словником і мінімальною граматикою; на початковому етапі контактною мовою зазвичай є піджин, який може надалі еволюціонувати в креольську мова.
- змішана мова — мова, що виникає в умовах повного двомовності, в якому елементи двох мов виявляються «перемішані» настільки, що виник новий мову вже не можна визнати різновидом одного з вихідних.

по наявності або відсутності письмової традиції:
- писемні мови, в тому числі старопмсемні, письмова традиція яких налічує як мінімум кілька століть, і новописемні, що одержали писемність в межах декількох десятків років тому.
- безписемні мови.

в залежності від загальновизнаного статусу і престижу мови
- державна мова чи мови;
- офіційна мова чи мови;
- регіональна мова;
- мова меншини (наприклад, угорська мова в Словаччині і Румунії, турецька мова в Греції);

в залежності від сфери використання та області застосування
- мову діловодства
- мову богослужіння (наприклад, церковнослов'янська мова в середньовічній Румунії та Молдови)

в залежності ступеня володіння людиною
- рідну мову мову або мови, засвоєні в дитинстві, може бути втрачений з віком в результаті асимілятивні процесів.
- побутову мову мову, яка використовується під внутрішньосімейного спілкування (не завжди відповідає рідній мові кожного з членів сім'ї), особливо в міжнаціональних шлюбах.
- розмовна мова мова повсякденного спілкування всередині сім'ї та за її межами.
- робоча мова мову домінуючий на робочому місці
- друга мова
- іноземна мова

У всіх перерахованих вище випадках йдеться лише про природні людських мовами; поряд з ним існують штучні мови і специфічні формальні мови придумані людиною. Крім того, термін мова може застосовуватися і до комунікативних систем різних тварин (пор. спілкування тварин).